# Pieninki Skrzydlańskie

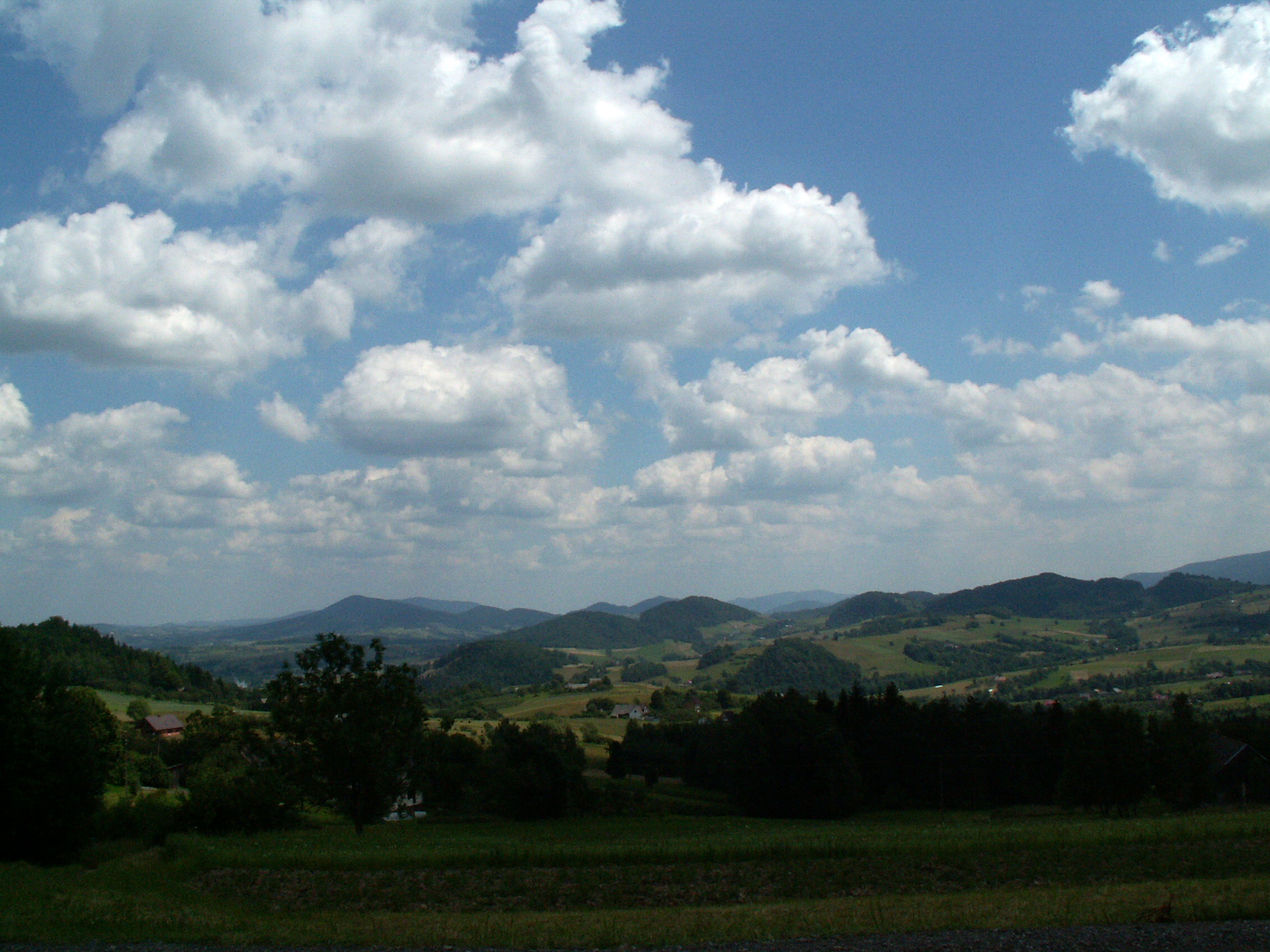
Pieninki Skrzydlańskie

Pieninki Skrzydlańskie – kilka wzniesień Beskidu Wyspowego znajdujących się po północnej stronie Śnieżnicy (1006 m). Są to niewysokie wzniesienia na granicy z Pogórzem Wiśnickim, ale zachowują jeszcze typowy dla tego Beskidu „wyspowy” charakter; głębokie przełęcze oddzielające je od siebie. Do bardziej wybitnych i mających własne nazwy należą:
- Kaletówka (ok. 630 m)
- Dolna Góra (606 m)
- Kopiec (535 m)
- Ostra Góra (616 m)
- Worecznik (560 m)

Wymienione wyżej wzniesienia są zalesione. Oprócz nich są też mniejsze, zalesione i niemające nazwy wzniesienia, a także wzniesienia gołe, zajęte pod pola uprawne. Wszystkie spływające pomiędzy nimi potoki są prawymi dopływami Stradomki. Pod względem administracyjnym Pieninki Skrzydlańskie znajdują się na obszarze miejscowości Skrzydlna, Wola Skrzydlańska i Stróża.
Niedawno został wprowadzony szlak czarny na Śnieżnicę ze Skrzydlnej, przez Pieninki Skrzydlańskie oraz Porąbkę.